# Giovan Battista Alagona

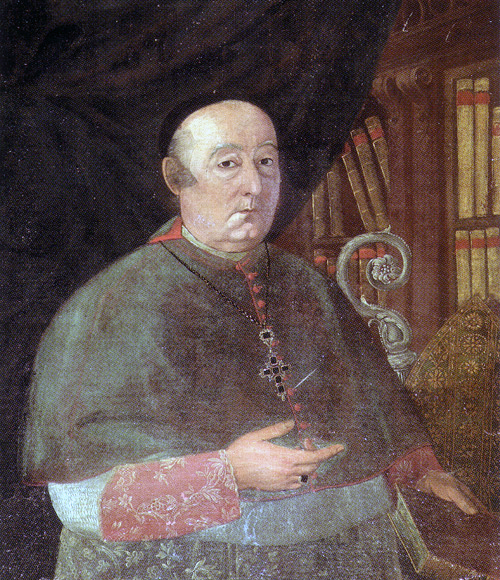
Bisschop Alagona in zijn bibliotheek, de Biblioteca Alagoniana

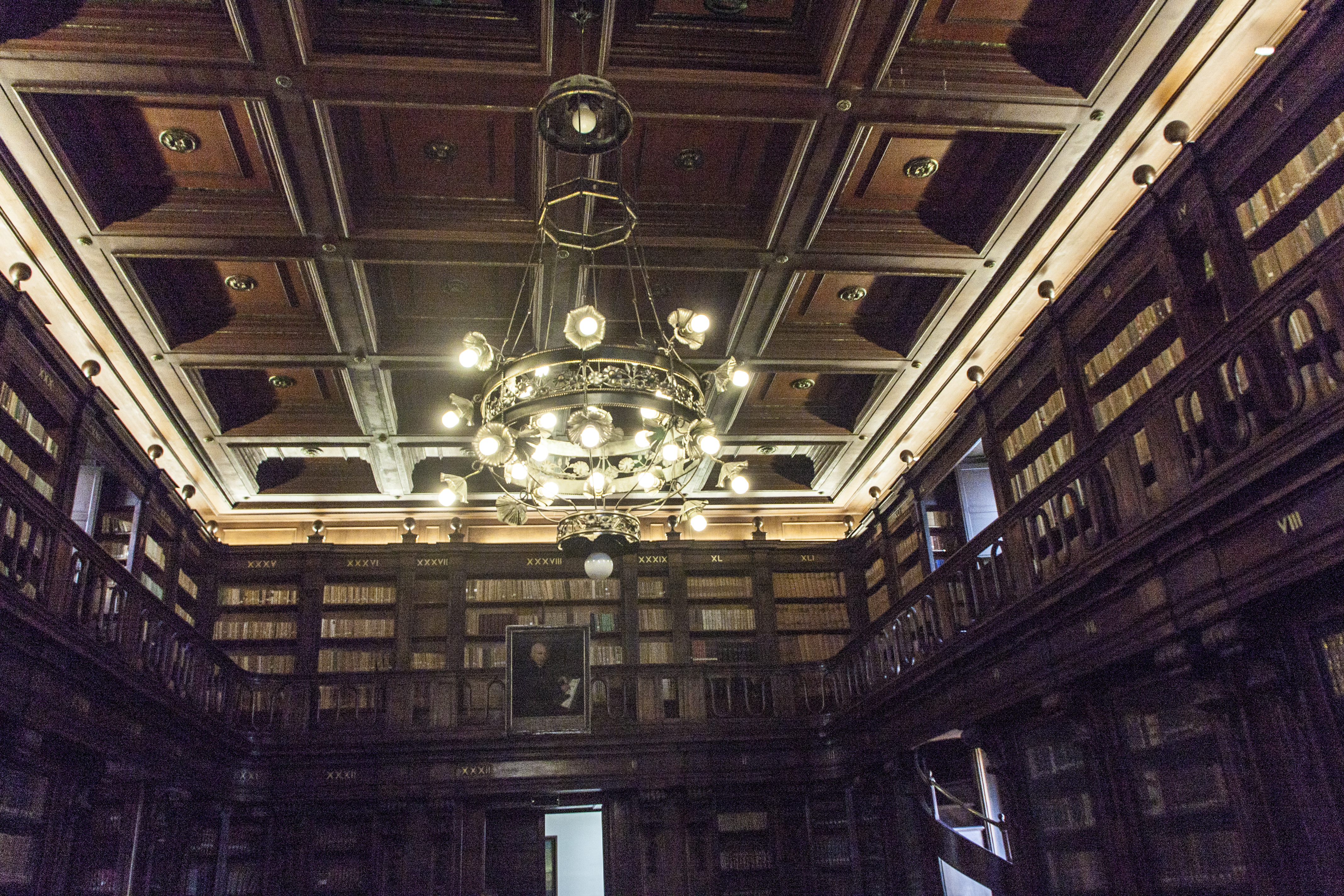
Biblioteca Alagoniana in Syracuse, Italië

Giovan Battista Alagona (Syracuse, 25 augustus 1726 – Caltagirone, 21 september 1801) was een edelman uit het Huis Alagona en prelaat. Hij was bisschop van Syracuse (1773-1801) in het koninkrijk van Sicilië en Napels, geregeerd door het Huis Bourbon.

## Levensloop
Alagona werd geboren als zoon van Francesco baron van Formica en Ignazia Giustiniani. Na zijn studies bij de jezuïeten in Palermo, moest hij een militaire carrière beginnen. Het leger verliet hij snel om priester te worden in de Roomse Kerk. Het priesterschap behaalde hij in 1750. Hij trad in dienst van het bisdom Syracuse. Zijn interesse ging uit naar literatuur en geschiedenis.
In 1773 besteeg Alagona de bisschopstroon van Syracuse. Zijn episcopaat werd getekend door zowel een economische malaise in Syracuse als disputen met geestelijken in zijn bisdom. In 1775 verbood Alagona processies die tijdens de nacht plaats vonden; hij vond ze storend. In 1779 sloeg Alagona de aartspriester van Lentini, Melchiorre Pirrotta, in de ban van de Kerk. De reden was dat de aartspriester hem niet op de hand gekust had tijdens een kerkdienst. Meerdere geestelijken, gesteund door de Siciliaanse adel, vonden deze straf overdreven. Moeizaam werd een compromis gevonden tussen bisschop Alagona en de aartspriester.
Van grotere omvang was het conflict tussen Alagona en het kapittel der kanunniken van de kathedraal. Alagona had als penningmeester van het kapittel zijn eigen neef Filippo Scrofani benoemd, en niet een kanunnik. Het proces werd gevoerd tot op het niveau van de Tribunale di Regia Monarchia, het hoogste rechtscollege in Napels. De rechtbank gaf Alagona gelijk. Zijn neef behield de financiën in de kathedraal.
Bisschop Alagona stimuleerde restauratiewerken in de kathedraal en in zijn paleis. Hij financierde de uitbouw van een bibliotheek van het priesterseminarie: dit werd later bekend als de Biblioteca Alagoniana naar hem genoemd. De bibliotheek paste in zijn politiek van meer literatuurkennis bij priesters bij te brengen.
Alagona werd begraven in de kathedraal van Syracuse (1801).